# مقاطعة بانتوتوك (أوكلاهوما)
مقاطعة بانتوتوك (بالإنجليزية: Pontotoc County)‏ هي إحدى مقاطعات ولاية أوكلاهوما في الولايات المتحدة الأمريكية.